# مجلس الزيت والزيتون الفلسطيني

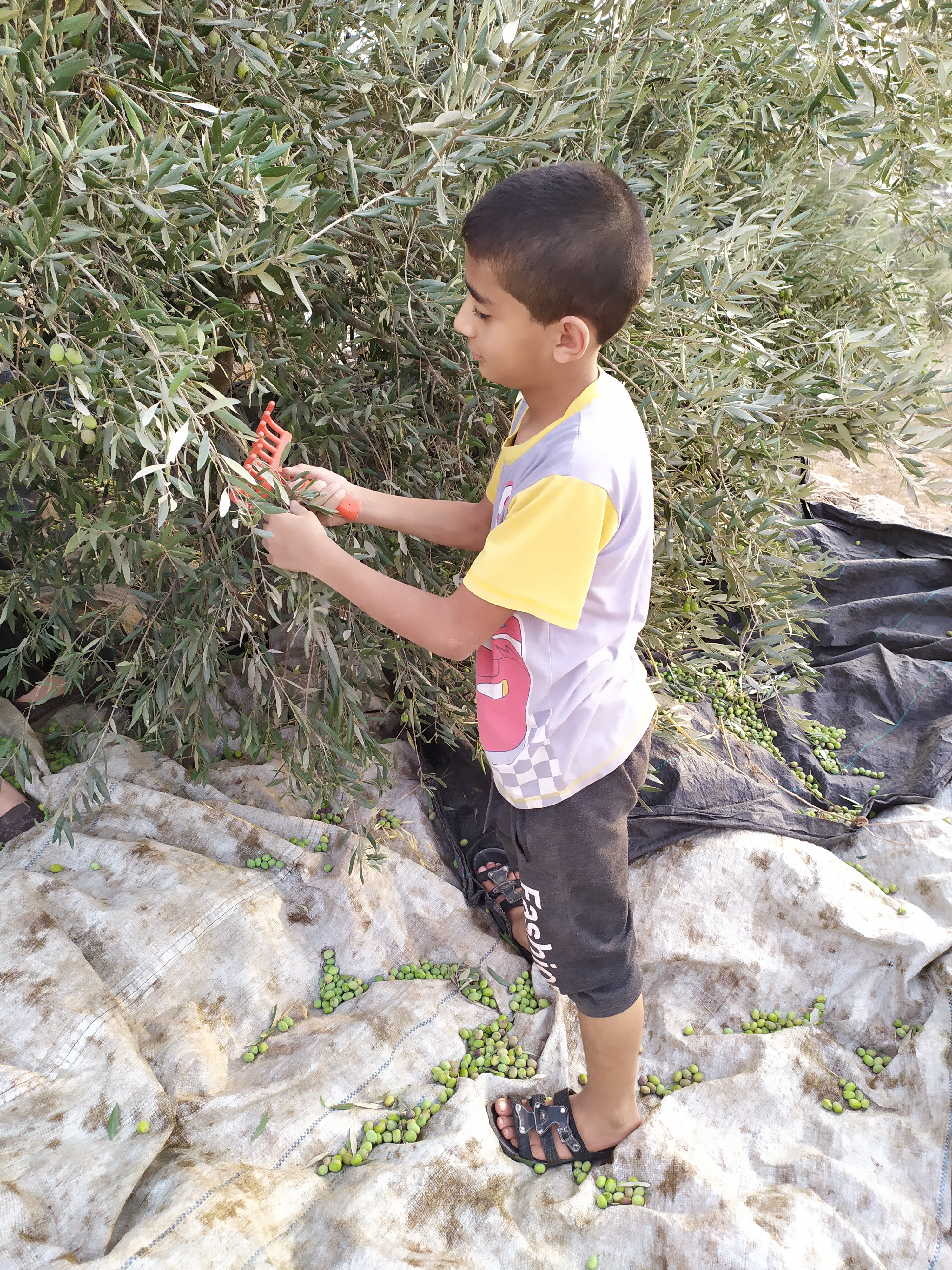
قطف ثمار أشجار الزيتون جنوب الضفة الغربية

مجلس الزيت والزيتون الفلسطيني هي هيئة شبه حكومية غير وزارية فلسطينية تتمتع بالاستقلالية المالية والإدارية أنشئت عام 2005 وفقًا لقانون الزراعة المُعدل عام 2005. يرأس المجلس فياض فياض منذ يناير 2014. يقع مقر المجلس في شارع الإذاعة–الإرسال بمدينة البيرة.